# Districte de Příbram
El districte de Příbram - (txec) Okres Příbram - és un dels tres districtes de la regió de Bohèmia Central, a la República Txeca. La capital és Příbram.

## Llista de municipis
Bezděkov pod Třemšínem -
Bohostice -
Bohutín -
Borotice -
Bratkovice - 
Březnice -
Buková u Příbramě -
Bukovany -
Čenkov -
Cetyně -
Chotilsko -
Chrást -
Chraštice -
Čím -
Daleké Dušníky -
Dlouhá Lhota -
Dobříš -
Dolní Hbity -
Drahenice -
Drahlín -
Drásov -
Drevníky -
Drhovy -
Dubenec -
Dubno -
Dublovice -
Háje -
Hluboš -
Hlubyně -
Horčápsko -
Hudčice -
Hříměždice -
Hvožďany -
Jablonná -
Jesenice -
Jince -
Kamýk nad Vltavou -
Klučenice -
Kňovice -
Korkyně -
Kosova Hora -
Kotenčice -
Koupě - 
Kozárovice - 
Krásná Hora nad Vltavou -
Křepenice -
Křešín -
Láz -
Lazsko -
Lešetice -
Lhota u Příbramě -
Malá Hraštice -
Milešov -
Milín -
Modřovice -
Mokrovraty -
Nalžovice -
Narysov -
Nečín -
Nedrahovice -
Nechvalice -
Nepomuk -
Nestrašovice -
Nová Ves pod Pleší -
Nové Dvory -
Nový Knín -
Občov -
Obecnice -
Obory -
Obořiště -
Ohrazenice -
Osečany -
Ostrov -
Ouběnice - 
Pečice -
Petrovice -
Pičín - 
Počaply -
Počepice -
Podlesí -
Prosenická Lhota -
Příbram -
Příčovy -
Radětice -
Radíč - 
Rosovice -
Rožmitál pod Třemšínem -
Rybníky -
Sádek -
Sedlčany -
Sedlec-Prčice -
Sedlice -
Smolotely -
Solenice -
Stará Huť -
Starosedlský Hrádek -
Suchodol -
Svaté Pole - 
Svatý Jan - 
Svojšice -
Štětkovice -
Těchařovice -
Tochovice -
Trhové Dušníky -
Třebsko -
Tušovice -
Velká Lečice -
Věšín -
Višňová -
Volenice -
Voznice -
Vrančice -
Vranovice -
Vševily -
Vysoká u Příbramě -
Vysoký Chlumec -
Zalužany -
Zbenice -
Zduchovice -
Županovice